# 1. Fußball-Club Magdeburg 2021-2022
Questa voce raccoglie le informazioni riguardanti il 1. Fußball-Club Magdeburg nelle competizioni ufficiali della stagione 2021-2022.

## Stagione
Nella stagione 2021-2022 il Magdeburgo, allenato da Christian Titz, concluse il campionato di 3. Liga al 1º posto e fu promosso in 2. Bundesliga. In Coppa di Germania il Magdeburgo fu eliminato al primo turno dal St. Pauli.

## Rosa
| N. |                        | Ruolo | Calciatore         |
| -- | ---------------------- | ----- | ------------------ |
| 1  | Germania (bandiera)    | P     | Dominik Reimann    |
| 2  | Germania (bandiera)    | D     | Tobias Knost       |
| 4  | Lussemburgo (bandiera) | D     | Eldin Dzogovic     |
| 5  | Germania (bandiera)    | D     | Tobias Müller      |
| 6  | Polonia (bandiera)     | C     | Adrian Małachowski |
| 7  | Svizzera (bandiera)    | A     | Luka Sliskovic     |
| 8  | Germania (bandiera)    | C     | Sebastian Jakubiak |
| 9  | Germania (bandiera)    | A     | Kai Brünker        |
| 10 | Ghana (bandiera)       | C     | Moritz Kwarteng    |
| 12 | Germania (bandiera)    | P     | Tom Schlitter      |
| 13 | Germania (bandiera)    | C     | Connor Krempicki   |
| 14 | Germania (bandiera)    | A     | Maximilian Franzke |
| 15 | Germania (bandiera)    | D     | Henry Rorig        |
| 16 | Germania (bandiera)    | C     | Andreas Müller     |
| 17 | Germania (bandiera)    | C     | Sirlord Conteh     |

| N. |                     | Ruolo | Calciatore         |
| -- | ------------------- | ----- | ------------------ |
| 18 | Germania (bandiera) | A     | Florian Kath       |
| 19 | Germania (bandiera) | D     | Léon Bell Bell     |
| 20 | Germania (bandiera) | C     | Julian Rieckmann   |
| 21 | Germania (bandiera) | C     | Jason Ceka         |
| 22 | Germania (bandiera) | D     | Tim Sechelmann     |
| 23 | Turchia (bandiera)  | A     | Barış Atik         |
| 24 | Germania (bandiera) | D     | Alexander Bittroff |
| 26 | Germania (bandiera) | A     | Luca Schuler       |
| 27 | Germania (bandiera) | D     | Korbinian Burger   |
| 28 | Germania (bandiera) | C     | Raphael Obermair   |
| 29 | Germania (bandiera) | C     | Amara Condé        |
| 30 | Germania (bandiera) | P     | Noah Kruth         |
| 31 | Germania (bandiera) | C     | Nico Granatowski   |
| 37 | Giappone (bandiera) | A     | Tatsuya Itō        |
| 39 | Germania (bandiera) | P     | Benjamin Leneis    |

## Organigramma societario
Area tecnica
- Allenatore: Christian Titz
- Allenatore in seconda: Silvio Bankert, André Kilian, Matthias Mincu, Kevin Waliczek
- Preparatore dei portieri: Matthias Tischer
- Preparatori atletici: Lars Mertelmeyer

## Calciomercato

### Sessione estiva
| Acquisti | Acquisti         | Acquisti             | Acquisti |
| R.       | Nome             | da                   | Modalità |
| -------- | ---------------- | -------------------- | -------- |
| P        | Benjamin Leneis  | Augusta              |          |
| C        | Jason Ceka       | Schalke 04 II        |          |
| C        | Amara Condé      | Rot-Weiss Essen      |          |
| D        | Tobias Knost     | Amburgo II           |          |
| C        | Connor Krempicki | Duisburg             |          |
| P        | Noah Kruth       | Magdeburgo U17       |          |
| D        | Nico Mai         | Germania Halberstadt |          |
| P        | Dominik Reimann  | Holstein Kiel        |          |
| C        | Julian Rieckmann | Werder Brema         |          |
| A        | Luca Schuler     | Schalke 04           |          |
| D        | Tim Sechelmann   | Colonia II           |          |
| C        | Julian Weigel    | Germania Halberstadt |          |

| Cessioni | Cessioni          | Cessioni             | Cessioni |
| R.       | Nome              | a                    | Modalità |
| -------- | ----------------- | -------------------- | -------- |
| C        | Julian Weigel     | Germania Halberstadt |          |
| D        | Nico Mai          | Holstein Kiel II     |          |
| A        | Christian Beck    | BFC Dynamo           |          |
| P        | Morten Behrens    | Darmstadt            |          |
| D        | Dominik Ernst     | Saarbrücken          |          |
| D        | Philipp Harant    | Berliner AK 07       |          |
| D        | Thore Jacobsen    | Werder Brema         |          |
| D        | Brian Koglin      | VVV-Venlo            |          |
| A        | Saliou Sané       | Kickers Würzburg     |          |
| A        | Daniel Steininger | Bayreuth             |          |
| P        | Timon Weiner      | Holstein Kiel        |          |

### Sessione invernale
| Acquisti | Acquisti    | Acquisti     | Acquisti |
| R.       | Nome        | da           | Modalità |
| -------- | ----------- | ------------ | -------- |
| A        | Tatsuya Itō | Sint-Truiden |          |

| Cessioni | Cessioni      | Cessioni             | Cessioni |
| R.       | Nome          | a                    | Modalità |
| -------- | ------------- | -------------------- | -------- |
| C        | Ole Hoch      | Germania Halberstadt |          |
| D        | Leon Schmökel | Germania Halberstadt |          |

## Risultati

### 3. Liga

#### Girone di andata
| Arbitro: | Heft |

|  |           |                     |
|  | Marcatori | 8’ Schuler 11’ Atik |

| Magdeburgo 31 luglio 2021, ore 14:00 CEST 2ª giornata | Magdeburgo | 0 – 0 referto | Friburgo II | MDCC-Arena (13 644 spett.)\| Arbitro: \| Bauer \| |
| Arbitro:                                              | Bauer      |               |             |                                                   |

| Arbitro: | Braun |

|              |           |                                                  |
| Jaeschke 48’ | Marcatori | 37’ Krempicki 85’ (rig.) Atik 90’ (rig.) Brünker |

| Arbitro: | Schwengers |

|                        |           |           |
| Schuler 29’ Conteh 36’ | Marcatori | 90’ Ademi |

| Arbitro: | Kampka |

|                               |           |         |
| Grimaldi 65’ Scheu 69’ (rig.) | Marcatori | 8’ Atik |

| Arbitro: | Speckner |

|                          |           |                                                   |
| Lankford 58’ Nilsson 59’ | Marcatori | 2’ Conteh 37’ (rig.) Atik 83’ Brünker 90’ Schuler |

| Arbitro: | Sather |

|            |           |  |
| Schuler 7’ | Marcatori |  |

| Arbitro: | Erbst |

|  |           |                      |
|  | Marcatori | 50’ Schuler 56’ Atik |

| Arbitro: | Alt |

|            |           |                        |
| Müller 88’ | Marcatori | 5’ Kopacz 52’ Herrmann |

| Arbitro: | Willenborg |

|                                   |           |                       |
| Eberwein 41’ Kreuzer 62’ Boyd 74’ | Marcatori | 20’ Condé 79’ Brünker |

| Arbitro: | Müller |

|                                         |           |  |
| Bittroff 30’ Atik 55’ Kath 56’ Ceka 82’ | Marcatori |  |

| Arbitro: | Thomsen |

|                       |           |                            |
| Käuper 25’ Blacha 63’ | Marcatori | 27’, 87’ Bittroff 35’ Ceka |

| Arbitro: | Aarnink |

|              |           |  |
| Krempicki 4’ | Marcatori |  |

| Arbitro: | Benen |

|            |           |  |
| Handle 29’ | Marcatori |  |

| Arbitro: | Greif |

|                      |           |  |
| Ceka 25’ Schuler 77’ | Marcatori |  |

| Arbitro: | Haslberger |

|                   |           |            |
| Burger 81’ (aut.) | Marcatori | 7’ Schuler |

| Arbitro: | Kampka |

|                   |           |  |
| Bell 13’ Atik 26’ | Marcatori |  |

| Arbitro: | Glaser |

|                             |           |                                                          |
| Greilinger 71’ Biankadi 87’ | Marcatori | 5’, 17’ Krempicki 14’ Müller 29’ Schuler 43’ (rig.) Atik |

| Arbitro: | Schröder |

|                      |           |           |
| Schuler 36’ Atik 90’ | Marcatori | 62’ Kunze |

#### Girone di ritorno
| Arbitro: | Koslowski |

|                               |           |  |
| Kath 11’ Atik 32’ Schuler 66’ | Marcatori |  |

| Arbitro: | Hanslbauer |

|                   |           |                                 |
| Baur 32’ Kehl 90’ | Marcatori | 20’ Ceka 70’ Obermair 75’ Condé |

| Arbitro: | Gerach |

|          |           |           |
| Bell 11’ | Marcatori | 69’ Damer |

| Arbitro: | Exner |

|  |           |                                                      |
|  | Marcatori | 9’ Itō 31’ Müller 45’ Krempicki 50’ Atik 85’ Brünker |

| Arbitro: | Haslberger |

|                     |           |                     |
| Atik 12’ Conteh 47’ | Marcatori | 33’ Günther-Schmidt |

| Arbitro: | Aarnink |

|                                    |           |             |
| Ceka 38’ (rig.) Condé 67’ Atik 83’ | Marcatori | 14’ Nilsson |

| Arbitro: | Siewer |

|                     |           |                            |
| Tomiak 52’ Zuck 67’ | Marcatori | 32’ Conteh 55’ (rig.) Atik |

| Arbitro: | Willenborg |

|                                   |           |  |
| Atik 63’ (rig.) Pfanne 67’ (aut.) | Marcatori |  |

| Arbitro: | Schwengers |

|                         |           |                                 |
| Kraulich 74’ Pourié 85’ | Marcatori | 22’, 50’ Atik 69’ Kath 83’ Ceka |

| Arbitro: | Bacher |

|          |           |           |
| Ceka 71’ | Marcatori | 79’ Löder |

| Arbitro: | Glaser |

|                       |           |             |
| Türpitz 13’ Sorge 85’ | Marcatori | 89’ Brünker |

| Magdeburgo 19 marzo 2022, ore 14:00 CET 31ª giornata | Magdeburgo | 0 – 0 referto | Meppen | MDCC-Arena (15 607 spett.)\| Arbitro: \| Oldhafer \| |
| Arbitro:                                             | Oldhafer   |               |        |                                                      |

| Arbitro: | Hempel |

|                          |           |             |
| Lewald 19’ Benyamina 46’ | Marcatori | 76’ Brünker |

| Arbitro: | Hussein |

|                                            |           |                          |
| Schuler 5’ Ceka 13’ Krempicki 35’ Atik 71’ | Marcatori | 41’ Sontheimer 89’ Lorch |

| Arbitro: | Benen |

|                                        |           |                                                       |
| Akono 6’ Berlinski 56’, 64’ Petkov 58’ | Marcatori | 18’ Schuler 32’ Müller 51’ Condé 61’ Obermair 88’ Itō |

| Arbitro: | Bauer |

|                                       |           |  |
| Ceka 23’ Frick 39’ (aut.) Brünker 88’ | Marcatori |  |

| Arbitro: | Siebert |

|                             |           |          |
| Nikolaou 49’ Lauberbach 59’ | Marcatori | 61’ Ceka |

| Arbitro: | Jöllenbeck |

|                                         |           |  |
| Condé 51’ Itō 75’ Atik 90’ Kwarteng 90’ | Marcatori |  |

| Arbitro: | Dankert |

|          |           |                                                    |
| Klaas 5’ | Marcatori | 7’ Conteh 49’ Ceka 57’ Rorig 62’ Kwarteng 73’ Bell |

### Coppa di Germania
| Arbitro: | Schröder |

|                 |           |                               |
| Conteh 31’, 54’ | Marcatori | 3’, 58’ Burgstaller 40’ Medić |

## Statistiche

### Statistiche di squadra
| Competizione      | Punti | In casa | In casa | In casa | In casa | In casa | In casa | In trasferta | In trasferta | In trasferta | In trasferta | In trasferta | In trasferta | Totale | Totale | Totale | Totale | Totale | Totale | DR  |
| Competizione      | Punti | G       | V       | N       | P       | Gf      | Gs      | G            | V            | N            | P            | Gf           | Gs           | G      | V      | N      | P      | Gf     | Gs     | DR  |
| ----------------- | ----- | ------- | ------- | ------- | ------- | ------- | ------- | ------------ | ------------ | ------------ | ------------ | ------------ | ------------ | ------ | ------ | ------ | ------ | ------ | ------ | --- |
| 3. Liga           | 78    | 18      | 13      | 4       | 1       | 34      | 10      | 18           | 11           | 2            | 5            | 49           | 29           | 36     | 24     | 6      | 6      | 83     | 39     | +44 |
| Coppa di Germania | -     | 1       | 0       | 0       | 1       | 2       | 3       | 0            | 0            | 0            | 0            | 0            | 0            | 1      | 0      | 0      | 1      | 2      | 3      | -1  |
| Totale            | 78    | 19      | 13      | 4       | 2       | 36      | 13      | 18           | 11           | 2            | 5            | 49           | 29           | 37     | 24     | 6      | 7      | 85     | 42     | +43 |

### Andamento in campionato
| Giornata  | 1 | 2 | 3 | 4 | 5 | 6 | 7 | 8 | 9 | 10 | 11 | 12 | 13 | 14 | 15 | 16 | 17 | 18 | 19 | 20 | 21 | 22 | 23 | 24 | 25 | 26 | 27 | 28 | 29 | 30 | 31 | 32 | 33 | 34 | 35 | 36 | 37 | 38 |
| --------- | - | - | - | - | - | - | - | - | - | -- | -- | -- | -- | -- | -- | -- | -- | -- | -- | -- | -- | -- | -- | -- | -- | -- | -- | -- | -- | -- | -- | -- | -- | -- | -- | -- | -- | -- |
| Luogo     | T | C | T | C | T | T | C | T | C | T  | C  | T  | C  | T  | C  | T  | C  | T  | C  | C  | T  | C  | T  | C  | C  | T  | C  | T  | C  | T  | C  | T  | C  | T  | C  | T  | C  | T  |
| Risultato | V | N | V | V | P | V | V | V | P | P  |    | V  | V  | P  | V  | N  | V  | V  | V  | V  | V  | N  | V  | V  | V  | N  | V  | V  | N  |    | N  | P  | V  | V  | V  | P  | V  | V  |
| Posizione | 2 | 3 | 3 | 1 | 3 | 2 | 1 | 1 | 1 | 1  | 2  | 1  | 1  | 1  | 1  | 1  | 1  | 1  | 1  | 1  | 1  | 1  | 1  | 1  | 1  | 1  | 1  | 1  | 1  | 1  | 1  | 1  | 1  | 1  | 1  | 1  | 1  | 1  |

Legenda:

Luogo: C = Casa; T = Trasferta. Risultato: V = Vittoria; N = Pareggio; P = Sconfitta.

### Statistiche dei giocatori
| Giocatore      | 3. Liga  | 3. Liga | 3. Liga     | 3. Liga    | Coppa di Germania | Coppa di Germania | Coppa di Germania | Coppa di Germania | Totale   | Totale | Totale      | Totale     |
| Giocatore      | Presenze | Reti    | Ammonizioni | Espulsioni | Presenze          | Reti              | Ammonizioni       | Espulsioni        | Presenze | Reti   | Ammonizioni | Espulsioni |
| -------------- | -------- | ------- | ----------- | ---------- | ----------------- | ----------------- | ----------------- | ----------------- | -------- | ------ | ----------- | ---------- |
| B. Atik        | 35       | 19      | 10          | 0          | 1                 | 0                 | 1                 | 0                 | 36       | 19     | 11          | 0          |
| L. Bell        | 33       | 3       | 5           | 0          | 1                 | 0                 | 0                 | 0                 | 34       | 3      | 5           | 0          |
| A. Bittroff    | 28       | 3       | 6           | 0          | 1                 | 0                 | 1                 | 0                 | 29       | 3      | 7           | 0          |
| K. Brünker     | 28       | 7       | 2           | 0          | 0                 | 0                 | 0                 | 0                 | 28       | 7      | 2           | 0          |
| K. Burger      | 17       | 0       | 0           | 0          | 0                 | 0                 | 0                 | 0                 | 17       | 0      | 0           | 0          |
| J. Ceka        | 36       | 11      | 4           | 0          | 1                 | 0                 | 0                 | 0                 | 37       | 11     | 4           | 0          |
| A. Condé       | 37       | 5       | 2           | 0          | 1                 | 0                 | 0                 | 0                 | 38       | 5      | 2           | 0          |
| S. Conteh      | 21       | 5       | 1           | 0          | 1                 | 2                 | 0                 | 0                 | 22       | 7      | 1           | 0          |
| E. Dzogovic    | 0        | 0       | 0           | 0          | 0                 | 0                 | 0                 | 0                 | 0        | 0      | 0           | 0          |
| M. Franzke     | 8        | 0       | 2           | 0          | 0                 | 0                 | 0                 | 0                 | 8        | 0      | 2           | 0          |
| N. Granatowski | 2        | 0       | 1           | 0          | 1                 | 0                 | 0                 | 0                 | 3        | 0      | 1           | 0          |
| O. Hoch        | 0        | 0       | 0           | 0          | 0                 | 0                 | 0                 | 0                 | 0        | 0      | 0           | 0          |
| T. Ito         | 16       | 3       | 1           | 0          | 0                 | 0                 | 0                 | 0                 | 16       | 3      | 1           | 0          |
| S. Jakubiak    | 11       | 0       | 0           | 0          | 0                 | 0                 | 0                 | 0                 | 11       | 0      | 0           | 0          |
| F. Kath        | 21       | 3       | 3           | 0          | 1                 | 0                 | 0                 | 0                 | 22       | 3      | 3           | 0          |
| T. Knost       | 14       | 0       | 3           | 0          | 0                 | 0                 | 0                 | 0                 | 14       | 0      | 3           | 0          |
| C. Krempicki   | 33       | 6       | 7           | 0          | 1                 | 0                 | 0                 | 0                 | 34       | 6      | 7           | 0          |
| N. Kruth       | 1        | 0       | 0           | 0          | 0                 | 0                 | 0                 | 0                 | 1        | 0      | 0           | 0          |
| M. Kwarteng    | 11       | 2       | 1           | 0          | 0                 | 0                 | 0                 | 0                 | 11       | 2      | 1           | 0          |
| B. Leneis      | 0        | 0       | 0           | 0          | 0                 | 0                 | 0                 | 0                 | 0        | 0      | 0           | 0          |
| A. Małachowski | 21       | 0       | 0           | 0          | 0                 | 0                 | 0                 | 0                 | 21       | 0      | 0           | 0          |
| A. Müller      | 36       | 2       | 6           | 1          | 1                 | 0                 | 0                 | 0                 | 37       | 2      | 6           | 1          |
| T. Müller      | 29       | 2       | 2           | 1          | 1                 | 0                 | 0                 | 0                 | 30       | 2      | 2           | 1          |
| R. Obermair    | 36       | 2       | 2           | 0          | 1                 | 0                 | 0                 | 0                 | 37       | 2      | 2           | 0          |
| D. Reimann     | 37       | 0       | 1           | 0          | 1                 | 0                 | 1                 | 0                 | 38       | 0      | 2           | 0          |
| J. Rieckmann   | 18       | 0       | 2           | 0          | 0                 | 0                 | 0                 | 0                 | 18       | 0      | 2           | 0          |
| H. Rorig       | 9        | 1       | 0           | 0          | 0                 | 0                 | 0                 | 0                 | 9        | 1      | 0           | 0          |
| T. Schlitter   | 0        | 0       | 0           | 0          | 0                 | 0                 | 0                 | 0                 | 0        | 0      | 0           | 0          |
| L. Schmökel    | 0        | 0       | 0           | 0          | 0                 | 0                 | 0                 | 0                 | 0        | 0      | 0           | 0          |
| L. Schuler     | 32       | 12      | 6           | 0          | 1                 | 0                 | 0                 | 0                 | 33       | 12     | 6           | 0          |
| T. Sechelmann  | 11       | 0       | 1           | 0          | 0                 | 0                 | 0                 | 0                 | 11       | 0      | 1           | 0          |
| L. Sliskovic   | 3        | 0       | 0           | 0          | 0                 | 0                 | 0                 | 0                 | 3        | 0      | 0           | 0          |